# Arabella Center
Das Arabella Center (auch: Arabella Büro Center oder Arabella Offices) ist ein Gebäudekomplex in Frankfurt am Main im Lyoner Quartier im Stadtteil Niederrad, der aus einem 96,3 m hohen Hochhaus und mehreren niedrigeren Gebäuden besteht. Bei seiner Fertigstellung 1972 war es das zweithöchste Hochhaus der Stadt.
Der gesamte Komplex besteht aus dem Hochhaus, einem Kongresshotel, einem Wohnobjekt mit 72 Wohnungen und zwei Ladenpassagen. Die Bürofläche umfasst rund 14.300 m², das Kongresshotel knapp 400 Zimmer und 14 Tagungsräume (Stand 2015). Die Tiefgarage bietet rund 500 Autostellplätze. Das Hotel wird seit 2018 durch Novum Hospitality per Franchising unter der Marke Crown Plaza betrieben.

## Geschichte
Der Komplex wurde 1972 von der Bayerischen Bau- und Immobilien-Gruppe (BBIG), Teil der Schörghuber Unternehmensgruppe, errichtet. Im Jahr 2007 wurde das Ensemble von BBIG im Rahmen eines Paketverkaufs zum Portfolioumbau an Babcock & Brown veräußert. Im Jahr 2015 folgte der Weiterverkauf an Grand City Properties. Zu diesem Zeitpunkt war seit der Eröffnung 1973 Sheraton der Betreiber des Hotels. 2016 wurde die Immobilie aber zum Portfolio von Aroundtown, dem Mehrheitsaktionär von Grand City Properties, gezählt. Aroundtown vermarktet Büroflächen in dem Hochhaus unter dem Namen Arabella Offices.